# Литота
Литотата е стилистична фигура, троп, която по своето въздействие е противоположна на хипербола. Чрез литотата обектът привидно се омаловажава, отрича или принизява, за да се постигне обратният ефект на утвърждаването. Изказът при литотата е сдържан, скромен. Похватът често се използва в хумористичните и сатирични творби.
Примери за литота са:
- Той не е безизвестен.
- Не му липсва съобразителност.
- – Искаш ли да отидем на театър? – Нямам нищо против.
- – Хубав ли е филмът? –  Не е лош.
- Животът му виси на косъм.
- Книгите не са безполезни.